# Гірка Полонка
Гірка́ Поло́нка — село в Україні, у Луцькому районі Волинської області. Входить до складу Боратинської сільської громади. Населення становить 3044 осіб (2024).

## Географія
На північ від села розташований гідрологічний заказник місцевого значення Чорногузка, створений з метою охорони екосистеми однойменної річки.

## Походження назви
Мовознавець Віктор Шульгач стверджує, цей топонім історично був оформлений як словосполучення іменника з прикметником: Горка Полонная. Горка у значенні «гора», «гірка». А Полонная — від слова «полонь» (в поліських говірках це означало чисте, вільне для пасовища або сінокосу місце). Однак з часом топонім Полонка набув іменникових форм відмінювання. Це зумовило переосмислення топоніма Гірка. Він почав виконувати функцію означення, що змістило й наголос: Гі́рка — Гірка́. Тож тепер помилково кажуть у Гіркій Полонці, а насправді має бути в Гірці Полонці.

## Історія
До 1 серпня 2018 року — адміністративний центр Гіркополонківської сільської ради Луцького району Волинської області.
12 червня 2020 року, відповідно до розпорядження Кабінету Міністрів України № 708-р «Про визначення адміністративних центрів та затвердження територій територіальних громад Волинської області», село увійшло у склад Боратинської сільської громади.
19 липня 2020 року, в результаті адміністративно-територіальної реформи та ліквідації  Луцького району, село увійшло до складу новоутвореного Луцького району.

## Населення
Згідно з переписом УРСР 1989 року чисельність наявного населення села становила 2488 осіб, з яких 1218 чоловіків та 1270 жінок.
За переписом населення України 2001 року в селі мешкали 2642 особи.

### Мова
Розподіл населення за рідною мовою за даними перепису 2001 року:
| Мова       | Кількість | Відсоток |
| ---------- | --------- | -------- |
| українська | 2631      | 98.98 %  |
| російська  | 25        | 0.94 %   |
| польська   | 2         | 0.08 %   |
| Усього     | 2658      | 100 %    |

## Пам'ятки археології

Керамічна фігура бика на неолітичній посудині. Знахідка з Гіркої Полонки

На території села відомо 9 пам'яток археології:
- На схід від села знаходився курганний могильник давньоруського часу. У його складі нараховувалося 24 насипи, 9 з яких у 1898 р. розкопала Катерина Мельник-Антонович. Поховальний інвентар характеризують срібні персні, сережки, намиста тощо.

- Поблизу села в 1932 р. випадково виявлене тілопокладне поховання вельбарської культури. Його супроводжували ліпний кубок лійчастої форми, дві бронзові арбалетні фібули з підв'язаним приймачем і кістяний гребінь з трипластинчатою дугастою спинкою. Поховання датується другою половиною ІІІ ст. н. е.
- За 1 км на схід від села, в урочищі Низ, на правому березі р. Чорногузки — багатошарове поселення доби фінального палеоліту, культур лінійно-стрічкової кераміки, кулястих амфор та городоцько-здовбицької культури площею 0,5 га.
- За 0,5 км на схід від села, на видовженому мисі першої надзаплавної тераси правого берега р. Чорногузки, висотою 5-6 м над рівнем заплави — поселення культури лінійно-стрічкової кераміки. Воно має розмір 15-х250 м. Пам'ятку відкрив у 1978 р. Г.Охріменко, а в 1983—1984 рр. провів на ній рятівні розкопки. Досліджено дві напівземлянки, одна з яких була двокамерною. До складу останньої входили дві заглиблені частини підтрикутної і овальної форм, розміром, відповідно, 3,7 та 4,1 м і з глибиною 0,9 м від давнього рівня. В заповненні жител виявлено фрагменти ліпного посуду, серед яких майже половина декорована нотним орнаментом, кістяні проколки, підвіска з ікла дикого кабана та різноманітні крем'яні вироби.
- На схід від села, в урочищі Глінки, на мисі першої надзаплавної тераси правого берега р. Чорногузки, висотою 6-8 м над рівнем заплави — багатошарове поселення культур городоцько-здовбицької, тшинецько-комарівської бронзової доби, лежницької групи ранньозалізного часу, волино-подільської групи (зубрицька), ранньослов'янського і давньоруського періодів.
- Ліворуч мосту шосейної дороги, на правому березі р. Чорногузки — поселення тшинецько-комарівської культури, відкрите розвідкою М.Пелещишина та І.Свєшнікова в 1959 р. У 2010 році на його території рятівні дослідження проводила експедиція ДП «Волинські старожитності» під керівництвом Златогорського О. Є.
- На захід від села, в урочищі Берег, на південному і південно-західному схилах правого берега р. Чорногузки, висотою 6-10 м над рівнем заплави — багатошарове поселення волино-люблінської, поморсько-кльошової культур, зубрицької культурної групи і давньоруського періоду площею до 3 га. У 1983 р. досліджувалось Д.Козаком і пізніше М.Кучинком. Розкопано 2100 м² площі пам'ятки і виявлено господарські ями діаметром 1,2-1,8 м, завглибшки 1,2-2,1 м енеолітичного часу; напівземлянки кінця І тис. до н. е.; напівземлянки і три господарські споруди перших століть н. е. та напівземлянки і яму ХІІ-ХІІІ ст.
- На підвищеній частині заплави правого берега р. Чорногузки, навпроти с. Городище Перше — підтрикутне у плані городище давньоруського часу. Поруч із городищем давньоруське селище.
- У північно-східній частині села, на мисі першої надзаплавної тераси лівого берега р. Чорногузки — двошарове поселення культури лінійно-стрічкової кераміки та волино-люблінської культури. Під час проведення наукової археологічної експертизи на ділянці на території поселення С.Панишком було зібрано фрагменти енеолітичної кераміки, а у шурфі — виявлено керамічну голову фігурки барана, яка прикрашала горщик неолітичного часу. В ній чітко передані роги, орнаменти з ліній та «ноток».

## Постаті
- Мальчук Олександра Андріївна (* 2003) — українська гімнастка. Призерка міжнародних спортивних змагань; чемпіонка України.